# 나라야나

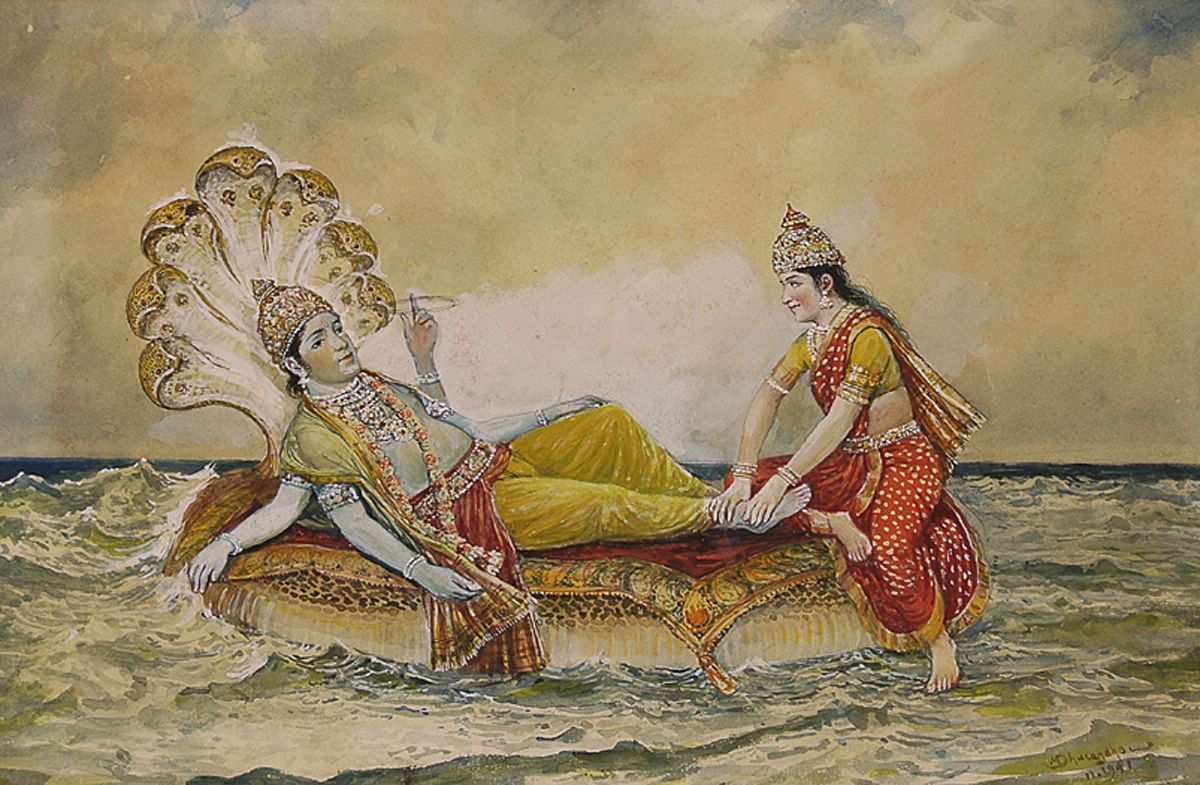
비슈누가 천상수의 세샤 위에 누워있는 나라야나의 모습으로, 배우자인 락슈미가 동반하고 있다.

나라야나(산스크리트어: नारायण, IAST: Nārāyaṇa)는 비슈누의 여러 형태와 칭호 중 하나이다. 이 형태에서 신은 천상의 바다에서 요가적 잠에 빠진 모습으로 묘사되며, 이는 남성성의 원리를 상징하고 창조자로서의 역할과 연관된다. 그는 또한 푸루쇼타마로도 알려져 있으며, 비슈누파에서는 지고의 존재로 간주된다.

## 어원
나라얀 아이얀가르는 산스크리트어 단어 '나라야나'의 의미는 마누 법전(다르마샤스트라 경전인 마누 법전으로도 알려짐)에서 유래한다고 말한다. 이 경전은 다음과 같이 명시한다.
물은 나라(narah)라고 불린다. (왜냐하면) 물은 참으로 나라의 자손이기 때문이다. 물이 그의 첫 거주지(아야나)였으므로, 그는 나라야나라고 불린다.— 1장 10절

이 정의는 마하바라타 및 비슈누 푸라나와 같은 베다 후기 문헌 전반에 걸쳐 사용된다. '나라야나'는 또한 '원시 인류의 아들'로 정의되며, '모든 인간의 기초가 되는 지고의 존재'를 뜻한다.
- '나라'(산스크리트어 नार)는 '물'과 '사람'을 의미한다.[12]
- '야나'(산스크리트어 यान)는 '탈것', '그릇', 또는 더 넓게는 '거처' 또는 '집'을 의미한다.[13]

L. B. 케니는 나라야나가 비슈누와의 동화 이전에 드라비다와 궁극적으로는 인더스 문명과 연관되어 있었다고 주장한다. 이를 위해 그는 이 신의 어원이 '물'을 의미하는 드라비다어 '나라'와 타밀어로 "어떤 장소에 눕다"를 의미하는 '아이', 그리고 드라비다어족의 남성 어미인 '안'과 관련이 있다고 말한다. 그는 이것이 또한 나라야나가 바다에서 뱀 위에 누워있는 모습으로 표현되는 이유라고 주장한다. 그는 다음과 같이 인용한다. "아리아 판테온의 이 나라야나는 모헨조다로인들의 지고의 존재였던 것으로 보인다. 이 신은 아마도 '안'이라는 이름으로 불렸을 것이며, 이 이름은 여전히 타밀 문학에서 '안디바남'으로 유지되고 있다. 이는 역사적 시바의 원형이다."

## 설명
베다와 푸라나에서 나라야나는 물을 머금은 구름처럼 신성한 흑푸른색을 띠고, 네 개의 팔을 가지며, 파드마(연꽃), 카우모다키 가다(곤봉), 판차잔야 샹카(소라), 그리고 수다르샤나차크라(원반)를 들고 있는 것으로 묘사된다.

### 힌두교
서사시 이티하사, 마하바라타에 따르면:
나는 모든 것의 근원, 영원하고 변하지 않는 나라야나이다. 나는 모든 것의 창조자이며, 또한 모든 것의 파괴자이다. 나는 비슈누이고, 나는 브라흐마이며, 나는 신들의 우두머리인 샨카라이다. 나는 왕 바이슈라바나이며, 죽은 영혼들의 주인인 야마이다. 나는 시바이고, 나는 소마이며, 나는 창조된 것들의 주인인 카샤파이다. 그리고, 오 재생된 자들 중 최고여, 나는 다트리라고 불리는 그이며, 비다트리라고 불리는 그이기도 하며, 나는 구현된 희생이다. 불은 나의 입이고, 땅은 나의 발이며, 태양과 달은 나의 눈이다. 하늘은 내 머리의 왕관이고, 창공과 방위는 내 귀이다. 물은 내 땀에서 태어났다. 방위와 함께하는 공간은 내 몸이며, 공기는 내 마음이다...

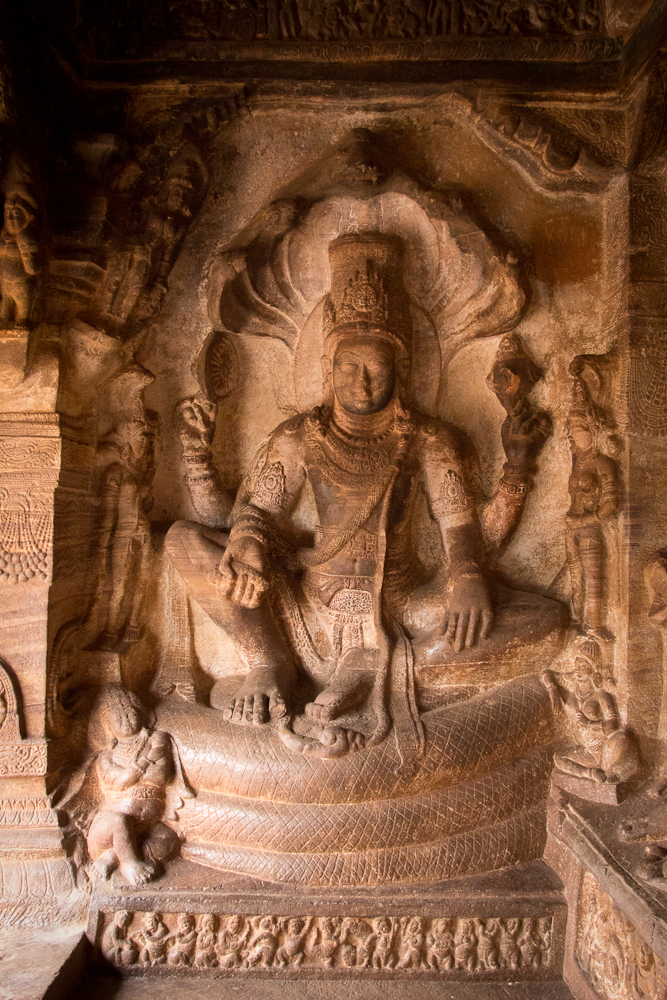
카르나타카주의 바다미 동굴 사원에 있는 나라야나 묘사

...그리고, 오 브라만아, 사람들이 진리, 자선, 금욕적 고행, 그리고 모든 피조물에 대한 평화와 무해함, 그리고 그러한 다른 훌륭한 행위들을 통해 얻는 모든 것은 나의 배치로 인해 얻어진다. 나의 명령에 따라 사람들은 나의 몸 안에서 방황하며, 그들의 감각은 나에게 압도된다. 그들은 그들의 의지에 따라 움직이는 것이 아니라 나에 의해 움직인다.— 마하바라타 (키사리 모한 강굴리 번역, 1883-1896), 3권, 바르나 파르바, 188장

비슈누 푸라나, 바가바타 푸라나, 가루다 푸라나, 파드마 푸라나와 같은 경전에 따르면, 나라야나는 다양한 아바타라로 화신하는 비슈누 자신이다.
바가바드 기타에 따르면, 그는 또한 "우주의 구루"이다. 바가바타 푸라나는 나라야나가 지고의 인격신이며, 우주 내에 14개의 세계를 창조하는 일에 관여한다고 선언한다. 이 세계는 라자스-구나의 신인 브라흐마가 창조하고, 사트바-구나를 받아들여 비슈누로서 우주를 유지하고 보존한다. 나라야나 자신은 마하 칼파의 끝에 타마스-구나의 주신인 칼라그니 루드라로서 우주를 파괴한다.
바가바타 푸라나, 푸루샤 수크타, 나라야나 수크타, 그리고 베다의 나라야나 우파니샤드에 따르면, 그는 궁극적인 영혼이다.
마드바차리야에 따르면, 나라야나는 비슈누의 다섯 가지 부유하 중 하나이며, 이는 화신인 아바타라와는 대조적으로 신의 우주적 발현이다. 마드바차리야는 비슈누의 현현을 두 그룹으로 나눈다: 비슈누의 비유하(발현)와 그의 아바타라(화신). 비유하는 판차라트라에 기반을 두고 있으며, 비슈타드바이타와 드바이타 두 베단타 학파 모두에서 권위 있는 것으로 인정된 종파적 텍스트이다. 이들은 우주가 질서 지어지고, 창조되고, 진화하는 메커니즘이다. 나라야나는 차투르-비유하의 바수데바, 산카르샤나, 프라듐나, 아니루다의 측면을 소유하며, 이들은 우주의 발전에서 하나씩 진화한다. 마하바라타에서 크리슈나는 또한 나라야나와 동의어이며 아르주나는 나라로 언급된다. 이 서사시는 그들 둘을 복수형인 '크리슈나스'로, 또는 나라-나라야나로서의 신비로운 정체성을 회상하며 비슈누의 이전 화신의 부분적 화신으로 식별한다.
나라야나(크리슈나로서)는 또한 바가바드 기타에서 인간의 지각이나 상상의 일반적인 한계를 초월하는 우주적 형태(비슈바루파)를 가지고 있다고 묘사된다.
나라야나 숙타에서 나라야나는 본질적으로 모든 것의 지고한 힘 및 정수이다: 'Nārāyaṇa parabrahman tatvam Nārāyaṇa paraha'.
나라야나의 물질적 우주를 넘어선 영원하고 지고한 거처는 바이쿤타로, 파라마파다라고 불리는 축복과 행복의 영역이다. 이는 해탈한 영혼을 위한 최종 또는 가장 높은 장소로, 그들은 지고한 주님과 함께 영원히 축복과 행복을 누린다. 바이쿤타는 물질적 우주를 넘어선 곳에 위치하므로, 물질 과학이나 논리로 지각하거나 측정할 수 없다. 때때로 나라야나 또는 비슈누가 세샤 위에 아난타 샤야나 형태로 누워있는 크시라 사가라도 물질 우주 내의 바이쿤타로 인식된다.
슈루티 경전은 브라흐마와 이샤나(시바)가 존재하지 않았을 때조차 나라야나가 원시적인 존재로 있었다고 언급한다. 그는 경전에서 지고한 영혼으로 간주된다.

### 불교
팔리어 대장경의 마하사마야 숫타(DN 20)는 베누(산스크리트어: 비슈누)라는 신을 언급하지만, 이 이름이 또한 데바의 한 종류를 의미할 수도 있음을 시사한다. 그는 또한 벤두 숫타(SN 2.12)에서도 벤두로 나타나 고타마 붓다에게 담마를 따르는 자들이 경험하는 기쁨을 축하하며 연설한다. 그는 또한 마누에 대해서도 간략하게 언급한다.
대승 불교는 이 신의 특성을 상세히 설명하는데, 그는 종종 나라연천(중국어: 那羅延天; 티베트문: མཐུ་བོ་ཆེ།) 또는 드물게 납랍신합(納拉辛哈)와 바수천(婆藪天)으로 불린다. 문헌에서는 종종 그를 금강역사로 묘사한다. 그는 태장계 만다라에 존재하며 금강계 만다라의 십이 수호신 중 하나이다. 그는 밀교 점성술에서 스라바나와 관련이 있다. 그의 왕비는 나라야니이다. 그는 아발로키테슈바라의 심장에서 태어났다고 전해진다. 붓다들은 때때로 나라야나처럼 견고한 금강체를 가졌다고 묘사된다.
요가차라부미 샤스트라는 그를 녹황색 안색을 가진 세 얼굴로 묘사한다. 그는 오른손에 바퀴를 들고 가루다를 타고 있다. 일체경음의 6장은 그가 욕계에 속하며 힘을 얻기 위해 숭배된다고 설명한다. 41장은 그가 다양한 "법 무기"를 휘두르는 여덟 팔을 가지고 있으며, 이를 통해 아수라를 진압한다고 덧붙인다.
그는 카란다뷰하 수트라, 사르바푸냐삼무차야사마디 수트라, 나라야나파리프리차 다라니를 포함한 여러 대승 경전에서 대담자로 등장한다.
그는 고타마 붓다의 삶을 묘사하는 경전 중 하나인 방광대장엄경의 여러 곳에서도 언급된다. 붓다는 "나라야나의 위대한 힘을 부여받았기 때문에 위대한 나라야나 자신이라고 불린다"고 한다.
불교와 마니교적 요소를 통합한 종합적인 종교 경전인 중국 마니교 문헌 모니 광불은 나라야나(중국어 정체자: 那羅延, 병음: Naluoyan)를 다섯 붓다 중 한 명으로 간주하며, 다른 붓다들은 자라투스트라, 샤카무니, 예수, 그리고 마니이다.

### 자이나교
발라바드라와 나라야나는 막강한 이복형제로, 자이나 우주론의 시간 주기에서 각 주기의 절반마다 아홉 번 등장하며, 절반 차크라바르티로서 지구의 절반을 공동으로 통치한다. 궁극적으로 프라티-나라야나는 나라야나에게 자신의 불의와 부도덕함 때문에 살해된다. 나라야나는 매우 강력하며 2명의 발라바드라만큼 강력하다. 차크라바르틴은 2명의 나라야나만큼 강력하다. 따라서 나라야나는 절반 차크라바르틴이 된다. 티르탕카라는 차크라바르틴보다 훨씬 강력하다. 자이나 마하바라타에는 사촌 형제인 네미나타(티르탕카라)와 크리슈나(나라야나) 사이에 우호적인 결투가 있었는데, 네미나타는 아무런 노력도 없이 크리슈나에게 패배했다. 네미나타가 크리슈나의 소라껍데기를 아무런 노력 없이 들어 올리고 부는 이야기도 있다. 자이나 마하바라타는 크리슈나와 자라산다의 갈등을 묘사하며, 크리슈나가 자라산다를 죽인다.

## 문헌
나라야나는 나라야나 수크탐과 비슈누 수크탐과 같은 베다의 특정 부분에서 칭송된다. 또한 나라야나 우파니샤드, 마하나라야나 우파니샤드, 그리고 느리심하 타파니야 우파니샤드와 같은 일부 바이슈나바 우파니샤드에서도 칭송된다.
파드마 푸라나는 나라야나가 루드라(시바)에게 소원을 들어주는 일화를 전한다. 파괴신은 두 가지 소원을 빌었다. 첫째, 그는 나라야나의 최고 숭배자가 되고 싶었고, 전 세계에 그의 명성을 떨치고 싶었다. 둘째, 그는 자신에게 피난처를 찾는 모든 자에게 구원을 줄 수 있는 능력을 원했다.
나라야나의 강력함은 라마야나에 묘사되어 있다.
빛나는 구름과 같은 나라야나는 그의 활에서 쏜 훌륭한 화살들을 번개처럼 날려, 머리가 흩날리고 바람에 휘날리는 밤의 방랑자들을 전멸시켰다. 그들의 양산은 부러지고, 화려한 의복은 화살에 찢겨졌으며, 내장은 찢어졌고, 눈은 두려움으로 커다랗게 벌어진 채, 그 전사들은 무기를 버리고 공포에 질려 미쳐 날뛰었다. 사자에게 공격받은 코끼리처럼, 밤의 방랑자들과 그들의 탈것들은 비명을 지르며 원시 사자(즉, 비슈누의 나라심하 화신—반인반사자)로부터 도망쳤고, 그 사자는 그들을 추격했다.— 발미키, 라마야나, 7권 7장

라마누자가 티루바흐몰리의 샤라나가티 가드얌에서 나라야나에게 바친 굴복 기도는 그의 스리 바이슈나바 신봉자들에게 중요했으며, 미래 세대의 모델 기도가 되었다. 이 기도에서 라마누자는 나라야나를 "스리, 부미, 닐라의 사랑하는 배우자"로 묘사한다. 그는 바이쿤타라는 거처에 거주하며, 우주의 창조, 보존, 그리고 파괴의 역할을 맡고 있다고 한다. 나라야나는 궁극적 실재인 브라흐만과 동일시된다. 그는 모든 창조물의 피난처, 영적 및 물질적 존재의 주인, 그리고 그의 신봉자들의 고통을 없애는 자로 여겨진다. 그는 나라야나와 그의 배우자 스리에게 경의를 표하며 그의 "연꽃 같은 발"에 굴복하며 기도를 마친다.
- 네팔 카트만두 나라얀히티 궁전 부지의 나라얀 사원
- 카트만두 낙사알에 있는 가장 오래된 스리다르 나라얀 상
- 태국 라마 9세의 왕실 바지 나라이 송 수반의 뱃머리, 가루다를 탄 나라야나의 이미지가 조각되어 있다.
- 14~15세기경의 나라야나 조각상, 방콕 내부의 데바사탄에서 발견됨, 태국
- 인터컨티넨탈 방콕 앞 플론 칫 로드에 있는 크메르 예술 양식으로 지어진 가루다를 탄 나라야나 조각상, 에라완 사원과 마찬가지로 랏차프라송 인근에서 가장 존경받는 힌두교 사원 중 하나이다.
- 세샤나가 위에서 잠든 나라야나의 그림, 네 얼굴의 브라흐마가 그의 배꼽에서 솟아난다.
- 태국 사무트프라칸 수완나품 공항 내 만다라산에 서 있는 태국 예술 양식의 나라야나상
- 방콕 국립박물관에 있는 크메르식 상인방으로, 우유 바다 한가운데 세샤나가 위에 잠들어 있는 나라야나를 묘사한다.

## 같이 보기
- 아담 카드몬
- 바가반
- 바크티
- 가르보다카샤이 비슈누
- 하리
- 히란야가르바
- 자간나타
- 크시로드카샤이 비슈누
- 마하비슈누
- 나라야나 수크타
- 반고 (신화)
- 파라브라흐만
- 파라마아트마
- 파우샤
- 랑가나타
- 샹카르샤나
- 바이쿤타
- 비슈누
- 세계란
- 살라카푸루사